# Santa Rita de Río Cuarto
Santa Rita es un distrito del cantón de Río Cuarto, en la provincia de Alajuela, de Costa Rica.

## Historia
Santa Rita fue creado el 11 de octubre de 2018 por medio de Acuerdo Ejecutivo N°044-2018-MGP.

## Geografía
Santa Rita cuenta con un área desconocida al 2020 y una elevación media de 236 m s. n. m.

## Demografía
Para el último censo efectuado, en el 2011, Santa Rita no había sido creado.

## Transporte

### Carreteras
Al distrito lo atraviesan las siguientes rutas nacionales de carretera:
- Ruta nacional 4
- Ruta nacional 744
- Ruta nacional 745